# Aconcagua

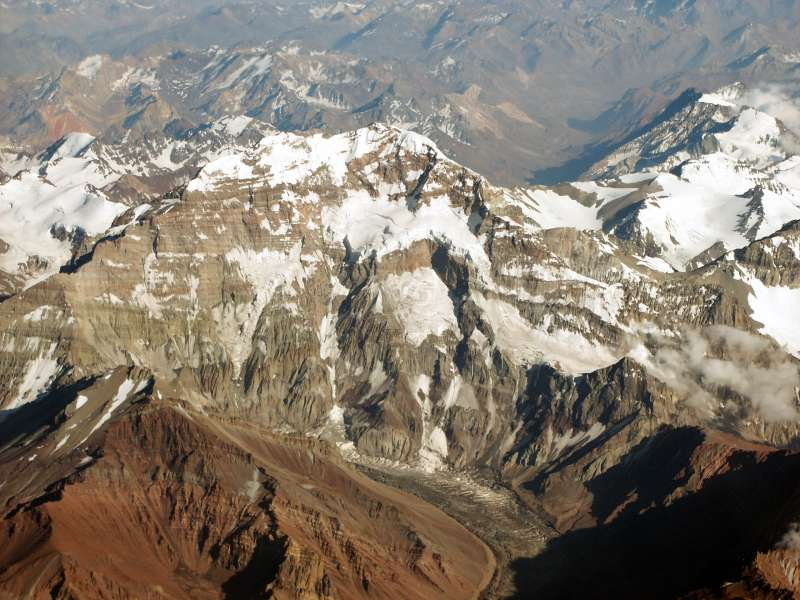
Légifelvétel az Aconcaguaról

A Cerro Aconcagua a déli, nyugati félteke és Amerika legmagasabb csúcsa Argentínában helyezkedik el, csak Ázsiában vannak magasabb csúcsok. Határai északon és keleten a Valle de las Vacas , nyugaton és délen a Valle de los Horcones Inferior. A hegy és környezete az Aconcagua Tartományi Park része. A hegyen több gleccser van, a legnagyobb az északkeleti (Lengyel gleccser) és a keleti (Angol gleccser).
Az Aconcagua folyó a déli lejtőről ered és nyugat felé halad. A Csendes-óceánba ömlik 20 km-re északra a chilei Valparaísótól.
A hegy a Nazca-lemez Dél-Amerikai-lemez alatti szubdukciójából keletkezett az andoki orogén mozgások idején. Nevének eredete nem teljesen tisztázott, valószínűleg az arauka Aconca-Hue vagy a kecsua Ackon Cahuak szóból jön, melyeknek jelentése „szikla őrszem”.

## Hegymászás
Az első regisztrált megmászás 1897-ben volt egy Edward FitzGerald által vezetett expedícióval. A csúcsot a svájci Matthias Zurbriggen érte el január 14-én, néhány nappal később még az expedíció két másik tagja is.
Első magyarként Nagy Sándor és Várkonyi László érte el a csúcsot 1984. január 11-én.

### Útvonalak
Hegymászási szempontból az Aconcagua könnyű hegynek számít, ha északról közelítjük meg, a hagyományos útvonalon. Ez három táboron keresztül vezet fel a csúcsra. Jelentős a levegőritkulás (a csúcson a légköri nyomás csak 40%-a a tengerszinti nyomásnak), de kiegészítő oxigén használata nem szükséges. A hagyományos útvonal rekordja 5 óra és 45 perc, amelyet 1991-ben értek el.
A másik fontos útvonal az északkeleti gleccsert átszelő út. Ez a Vacas völgyben közelíti meg a hegyet, felemelkedik a gleccser aljáig, majd átvezet az előbbi útvonalhoz és ott folytatódik tovább a csúcsig. A déli és délnyugati gerincen vezető útvonalak sokkal nehezebbek.
A megmászás előtt a hegymászóknak engedélyt kell szerezniük a mendozai Aconcagua Tartományi Park illetékeseitől. Az engedély ára az időszaktól függ.

### Külföldi oldalak
- A legmagasabb csúcsok
- Légifelvétel az Aconcaguaról
- Útleírás, 2003–2005 Archiválva 2006. június 1-i dátummal a Wayback Machine-ben
- Útleírás, 1996
- Útleírás, 1997
- Útleírás, 1993